# Audiencia Nacional

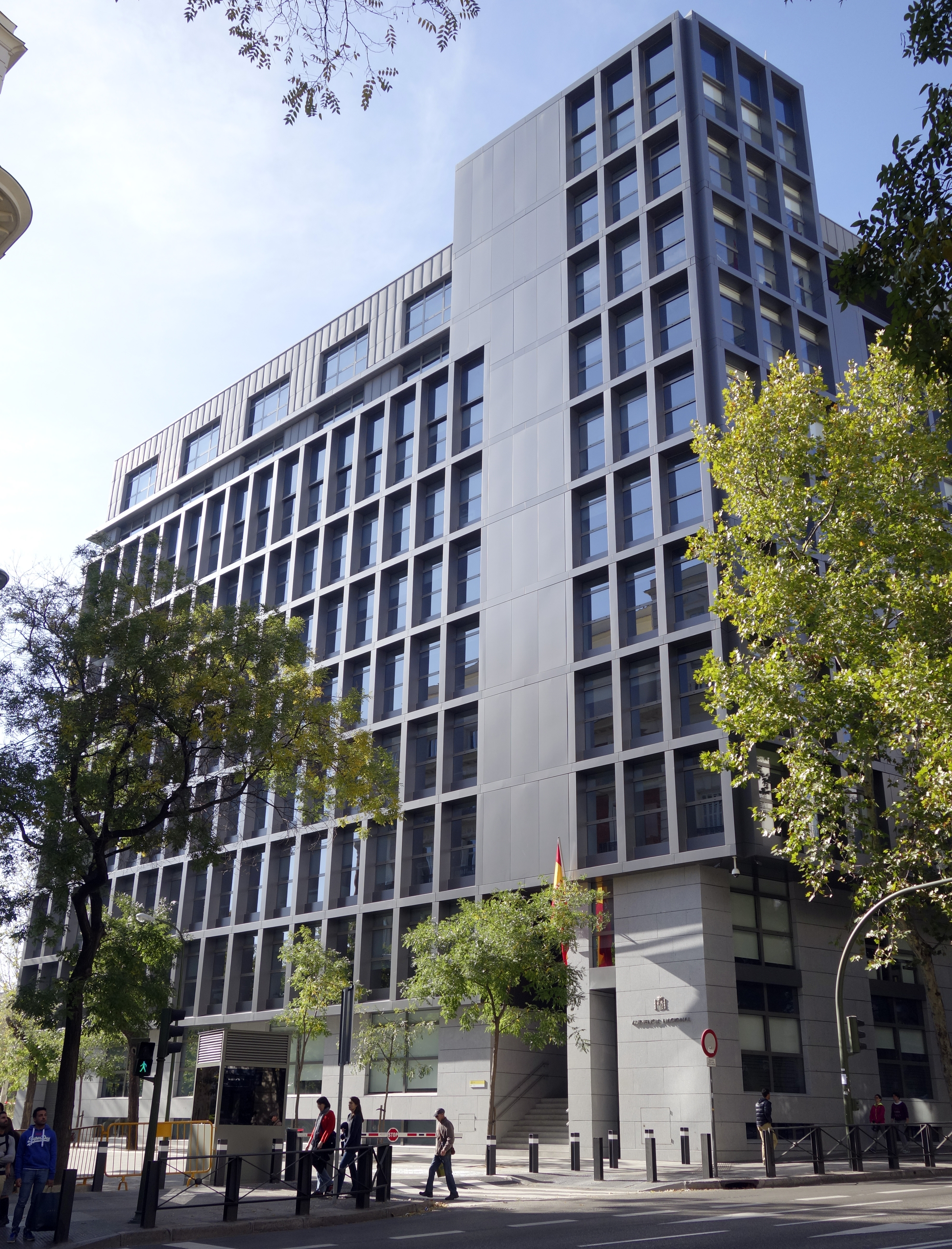
Zetel van de Audiencia Nacional in Madrid

De Audiencia Nacional is een Spaanse rechtbank die zetelt in Madrid en waarvan de jurisdictie het gehele Spaanse grondgebied beslaat. Het is een beroepshof op wettelijk vastgelegde terreinen, en in geen geval een cassatiehof. De rechtbank is opgericht in januari 1977, op hetzelfde moment dat de rechtbank voor openbare orde af werd geschaft, de politieke rechtbank van het franquistische regime.
De rechtbank heeft de competentie zwaardere criminele zaken of zaken met een grote maatschappelijke weerklank te berechten, onder andere in gevallen van majesteitsschennis, schennis van de eerbaarheid van regeringsleden, terrorisme, drugshandel, valsmunterij en internationale zaken of misdaden gepleegd buiten het Spaanse grondgebied waarvan de berechting wel aan een Spaanse rechtbank toebehoort. Binnen de Audiencia Nacional zijn er de afdelingen strafrecht, bestuursrecht, burgerlijk recht en beroep.
De voorzitter van de Audiencia Nacional en die van elk van de afdelingen, worden aangesteld door de Consejo General del Poder Judicial, het bestuursorgaan van de rechterlijke macht in Spanje.